# Luis Mazo Mendo
Luis Mazo Mendo (Navalmoral de la Mata, Càceres, 1902 – Barcelona, 3 de gener de 1987), fiscal i polític que actuà en l'àmbit de Catalunya i, més concretament, la Província de Girona, dins la qual fou governador civil de 1945 a 1956.

## Mazo Mendo, fiscal
Les seves primeres activitats foren a l'àmbit judicial, com a fiscal de l'Audiència de Barcelona. El 1936 fou confirmat al càrrec per la Generalitat de Catalunya i passà tota la Guerra Civil espanyola exercint al vaixell-presó Uruguay. El 1939 amb la victòria de les tropes rebels del general Franco fou confirmat en el càrrec per les noves autoritats. Poc després fou designat fiscal de la causa general de Barcelona i també vicesecretari d'ordenació social, per la qual cosa efectuà el darrer interrogatori al president de l'abolida Generalitat de Catalunya, Lluís Companys.

## Mazo Mendo, governador civil de Girona
La seva vinculació amb Girona i la seva província arribà al 1945, quan fou designat governador civil de la demarcació, una plaça que suposava també la designació com a cap provincial de la FET i de les JONS a Girona. La seva gestió vingué marcada pel seu caràcter dur i el seu vocabulari efectista, fins a tant que Mazo Mendo marcà tota una època a Girona, coincidint, amb els primers anys del règim del general Franco, la lenta reconstrucció i l'aïllament internacional. Exercí amb un indiscutible estil autoritari i arribà a enfrontar-se amb les altres autoritats franquistes. Destituí alcaldes (per entre els quals l'alcalde de Girona Albert de Quintana i Vergés i tot el seu consistori, l'any 1946), funcionaris de la Central Nacional Sindicalista o de Proveïments, delegats provincials de la FET i de les JONS, instructors del Frente de Juventudes i, finalment, el director del diari del règim a Girona, Los Sitios (actual Diari de Girona). Mazo Mendo exigia una forta unitat sense fissures i una cohesió i obediència cega vers el cap superior que, en aquest cas, era ell. Aquesta política d'autoritarisme dins els cercles de Poder s'acompanyà d'una forta empenta a les polítiques de reconstrucció i mecenatge als àmbits popular i cultural. Semblantment, fomentà un fort culte a la seva persona i forçà que diverses poblacions el nomenessin fill adoptiu de les seves respectives viles i ciutats, per entre les quals s'hi compta Girona, on l'alcalde Antoni Franquet i Alemany el nomenà fill adoptiu de la ciutat l'any 1954. El 1950 rebé la comanda amb placa de l'Orde de Cisneros, una condecoració falangista que nodria la brillant carrera que estava fent Mazo Mendo.

## La fi de Mazo Mendo
Malgrat tot, vers l'any 1955 uns escàndols de corrupció i tràfic d'influències l'esquitxaren i minaren la seva popularitat i influència. Els principals escàndols foren l'afer dels cupos del ciment –descobert pel seu successor en el càrrec de governador civil a Girona, Josep Pagès i Costart– i l'afer dels salconduits. Fins al 1955 encara hi havia restriccions de lliure circulació de persones dins l'anomenada "zona de frontera" (uns 50 km a l'interior de la frontera amb França) i calia comprar un salconduit per circular-hi. Aquell mateix any el general Franco visità el seu amic Miquel Mateu, a Peralada i s'assabentà que encara eren vigents les restriccions de circulació perquè el cuiner de Miquel Mateu no havia pogut arribar a Peralada per disposar d'un salconduit caducat. Pel que sembla, Mazo Mendo percebia personalment els ingressos de la venda dels salconduits, cosa que ell negà categòricament a l'informe que hagué de redactar per a Madrid sobre l'incident. Aquest darrer afer segurament fou la causa del seu trasllat al govern civil de Lleida l'any 1956. Un cop a Lleida, és probable que els escàndols que Mazo Mendo arrossegava de Girona causessin la brevetat en el càrrec, que només durà dos mesos al càrrec. D'aquesta manera s'acabà la carrera del qui l'historiador local gironí Josep Clara i Resplandis ha anomenat el "Virrei Mazo Mendo" i que deixà una petjada tan profunda a la Girona franquista dels primers anys.